# Хоменко Володимир Петрович
Володимир Петрович Хоменко (26 липня 1954 в с. Черемошне, Погребищенського району, Вінницької області) — український політик.

## Освіта
У 1976 році закінчив Київський автомобільно-дорожній інститут за спеціальністю економіка і організація автомобільного транспорту, а в 1986 році — Академію МВС СРСР за спеціальністю організатор управління у сфері правопорядку.

## Трудова діяльність
1976–1978 — інспектор відділення БХСС відділу міліції Краснодонського міськрайвиконкомів УВС Ворошиловоградської області.
1978–1984 — начальник відділення БХСС відділу міліції Краснодонського міськрайвиконкомів УВС Ворошиловоградської області.
1986–1989 — оперуповноважений, старший оперуповноважений управління по боротьбі з розкраданнями соціалістичної власності МВС України, м. Київ.
1989–1993 — заступник начальника відділу, начальник відділу по захисту економіки від злочинних посягань УВС у Чернівецькій області.
1993 — начальник управління з захисту економіки від злочинних посягань УВС у Чернівецькій області.
1993–1997 — начальник управління державної служби по боротьбі з економічними злочинами УМВС України в Чернівецькій області.
1997–1998 — перший заступник голови Державної податкової адміністрації — начальник управління податкової міліції ДПА в Чернівецькій області.
1998–2003 — перший заступник голови Державної податкової адміністрації — начальник Управління податкової міліції ДПА в Автономній Республіці Крим.
2003–2005 — начальник Управління податкової міліції в м. Севастополі ДПА м. Севастополя.
Лютий 2005 — лютий 2007 — начальник Головного управління МВС України в Криму.
Лютий — червень 2007 — перший заступник начальника Головного управління СБУ в Криму.
Червень — грудень 2007 — Постійний Представник Президента України в Криму.
З грудня 2007 року по вересень 2009 — заступник Міністра внутрішніх справ України.
З березня 2014 року — заступник Міністра доходів і зборів України.
З 6 червня 2014 року по 23 березня 2015 року — перший заступник Голови Державної фіскальної служби України.
Депутат Верховної Ради Криму IV скликання (2002–2006).

## Звання
Заслужений юрист АРК (2005), генерал-лейтенант, генерал-полковник міліції.

## Сімейний стан
Одружений, має двох синів

## Майновий стан
У 2013 році задекларував 158 тисяч 564 гривень особистого доходу; члени сім'ї, — 2 мільйони 584 тисяч 732 гривні. Сума коштів на банковському рахунку — 1 мільйон 800 тисяч гривень. У користуванні знаходяться автівки «Lexus», «Mini Cooper», «Porche Cayenne», «Mazda 6» тощо.